# Megachile davisi
Megachile davisi är en biart som beskrevs av Mitchell 1930. Megachile davisi ingår i släktet tapetserarbin, och familjen buksamlarbin. Inga underarter finns listade i Catalogue of Life.